# Heitersbergtunnel
Der Heitersbergtunnel ist ein Eisenbahntunnel der Schweizerischen Bundesbahnen im Kanton Aargau und Teil der Heitersberglinie. Der Tunnel hat eine Länge von rund 4,9 km (4930 m und 4888 m).
Der Tunnel wurde ab 1966 von Basler und Hofmann projektiert und ab dem 1. April 1969 gebaut. Dabei wurden die Bauarbeiten in zwei Baulose geteilt, ein Baulos West mit einem Abschnitt in offener Bauweise von 600 m und einem Abschnitt mit der Länge von 2600 m, vorangetrieben von einer Tunnelbohrmaschine. Beim zweiten Baulos Ost mit der Länge von 1700 m wurde ein Schildvortrieb eingesetzt.

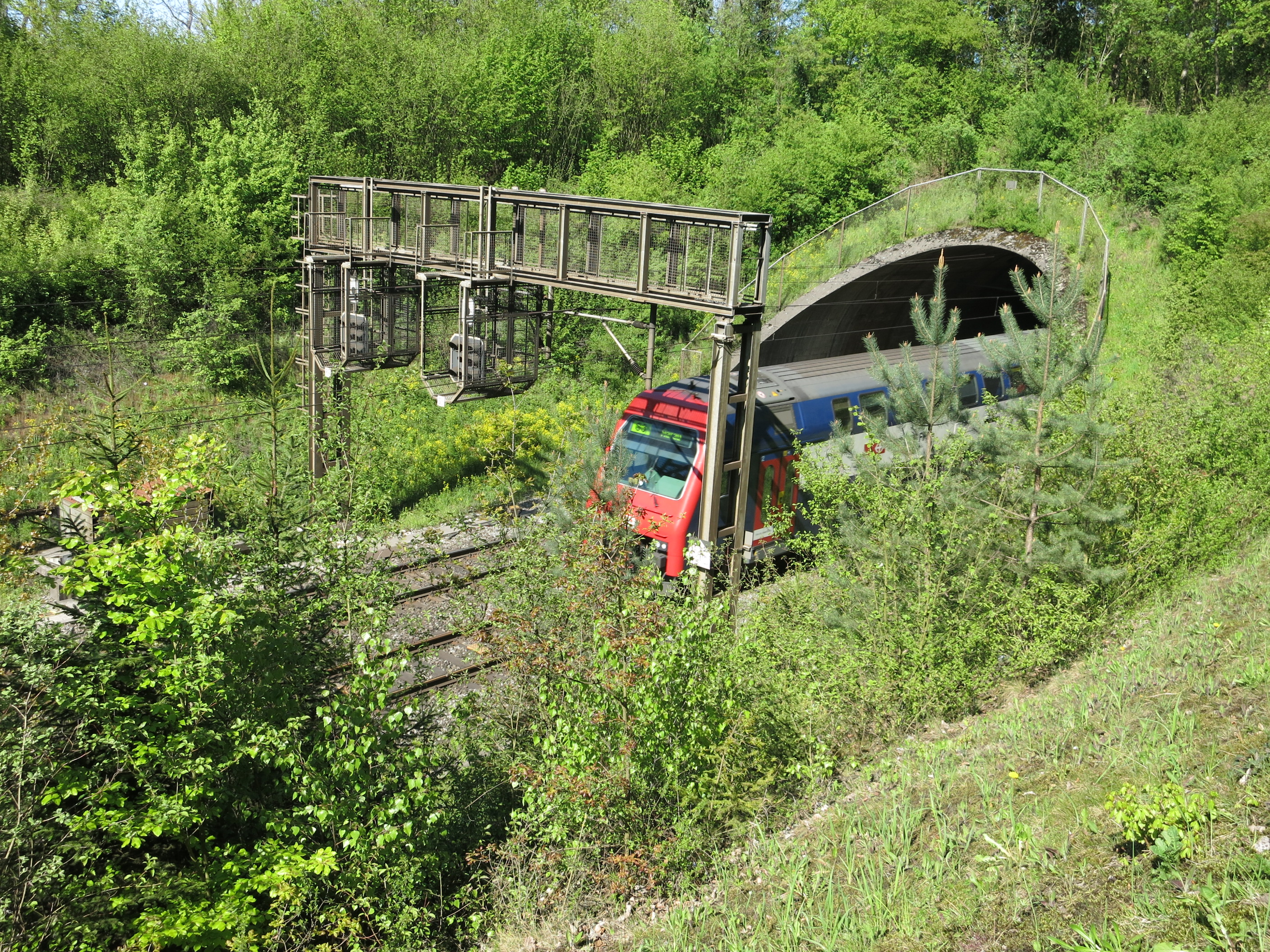
Westportal bei Mellingen (2016)

Der Tunnel ist auf 4679 Meter doppelspurig ausgelegt, teilt sich aber ostseitig in einen rechten und linken Ast auf. Dies ist dem Umstand geschuldet, dass der Richtung Zürich führende Ast unmittelbar nach dem Tunnelende über die bestehende Strecke Zürich–Baden geführt wird, während in Fahrtrichtung Olten keine Überquerung stattfindet. Nach dem Zusammentreffen der beiden Einspurröhren im Tunnel ist ein Spurwechsel eingebaut.
Der Tunnel zwischen Killwangen und Mellingen hat unbereinigt 90 Millionen Franken gekostet. Der Durchstich war am 13. Oktober 1972.
Geologisch war vor allem der 2600 m lange Abschnitt in der Molasse herausfordernd. Daher wurde in dem Abschnitt eine Tunnelbohrmaschine von Robbins mit Meisselrollen eingesetzt. Der Durchmesser des Bohrers betrug 10,67 m, und es war zu diesem Zeitpunkt erst das vierte Projekt mit einem Bohrdurchmesser grösser als 10 m. Anschliessend wurden direkt Sohltübbinge eingesetzt, damit in der Tunnelsohle kein Morast entsteht. Zusätzlich stützte sich die Maschine auf Fahrwerken mit Schienen auf der Sohle ab, um so Reaktionsmomente des Bohrkopfs abzuleiten. Es wurde dann mit Spritzbeton ein Ringschluss erzeugt, welcher eine Dicke von 5 bis 20 cm, im Mittel 11,2 cm, aufweist. Zusätzlich wurde die Tunneldecke mit Felsankern beziehungsweise mit Drahtnetzen gesichert. Bei etwa einem Viertel des Abschnitts wurden auch Stahlbögen verbaut.

## Betriebliches
Das Befahren des Heitersbergtunnels mit Dampflokomotiven ist gemäss FDV AB 16.1 Abschnitt 3.3 verboten. In früheren Versionen – beispielsweise in der von 2013 – war an der Stelle eines Verbots die Benutzung der Parallelstrecke über Wettingen/Brugg vorgeschrieben (siehe Bahnstrecke Zofingen–Wettingen und Bahnstrecke Baden–Aarau).